# Skidanje s križa (Van der Weyden)
Skidanje s križa je ulje na dasci Rogiera van der Weydena iz oko 1435. godine; središnji dio trokrilnog oltara što se vidi i iz neobičnog formata. 
Slika je komponirana u suprotnosti iluzije prostora što ga likovi zauzimaju svojom plastičnošću i iluzije prikazanog uskog prostora u koji su smješteni. Što opet pojačava tragičnost događaja jer odnosi svu pažnju s pozadine na “scenu” skidanja s križa. Na slici Sveti Ivan (u crvenom) pridržava Bogorodicu koja u teškoj, uglatoj draperiji pada u nesvijest, dok Marija Magdalena isprepliće prste u bolnoj gesti ispod Kristovih nogu, a ispred nje, pridržavanući Kristovo tijelo, nalaze se lik u bogatom brokatnom ogrtaču i Josip iz Aremateje (svetac zaštitnik grobara) s crvenim dokoljenicama. Kristovo vijugavo tijelo ujedinjuje figure u ovom plitkom prostoru. Scena je prepuna boli i suza na ucviljenim licima, na kojima se zapaža i najmanja sitnica. Likovi, njihova put, odjeća, prikazani su u najsitnije detalje s potpunim iluzionizmom konkretne materijalnosti. A smionije sjevernjačko svjetlo oblikuje likove, kao da ih “kleše iz mramora”, tako da se čini da ih ništa ne može protresti iz njihove geste vječne žalosti. Oporo grandiozne linije, s osobito potresnom paralelom tijela Isusa i onesviještene Bogorodice (opuštene ruke), su osobito značajne za monumentalnu snagu kompozicije. Tako se stvara određena mirnoća u slici koja je savršeno usklađena s dramatikom “kazališne scene”. Te sve istovremeno djeluje i uzbuđeno i mirno.
Marijina poza koja oponaša Kristovu ističe njihov povezanost i fizičku identifikaciju u patnji i smrti. Njeno suosjećanje odražava snagu tadašnjih vjerskih pokreta, osobito snažnih u sjeverozapadnoj Europi, koji su težili mističnoj vezi s Kristovim životom i porukom. Najutjecajniji zagovornik ovakvih osjećaja u ranom 15. stoljeću bio je njemački svećenik Thomas à Kempis (1380. – 1471.). On se smatra autorom djela "Imitacija Krista" (oko 1414.) koje zagovara duhovno spajanje s Kristom putem samoodricanja i molitve.